# Bonaventura Cotta

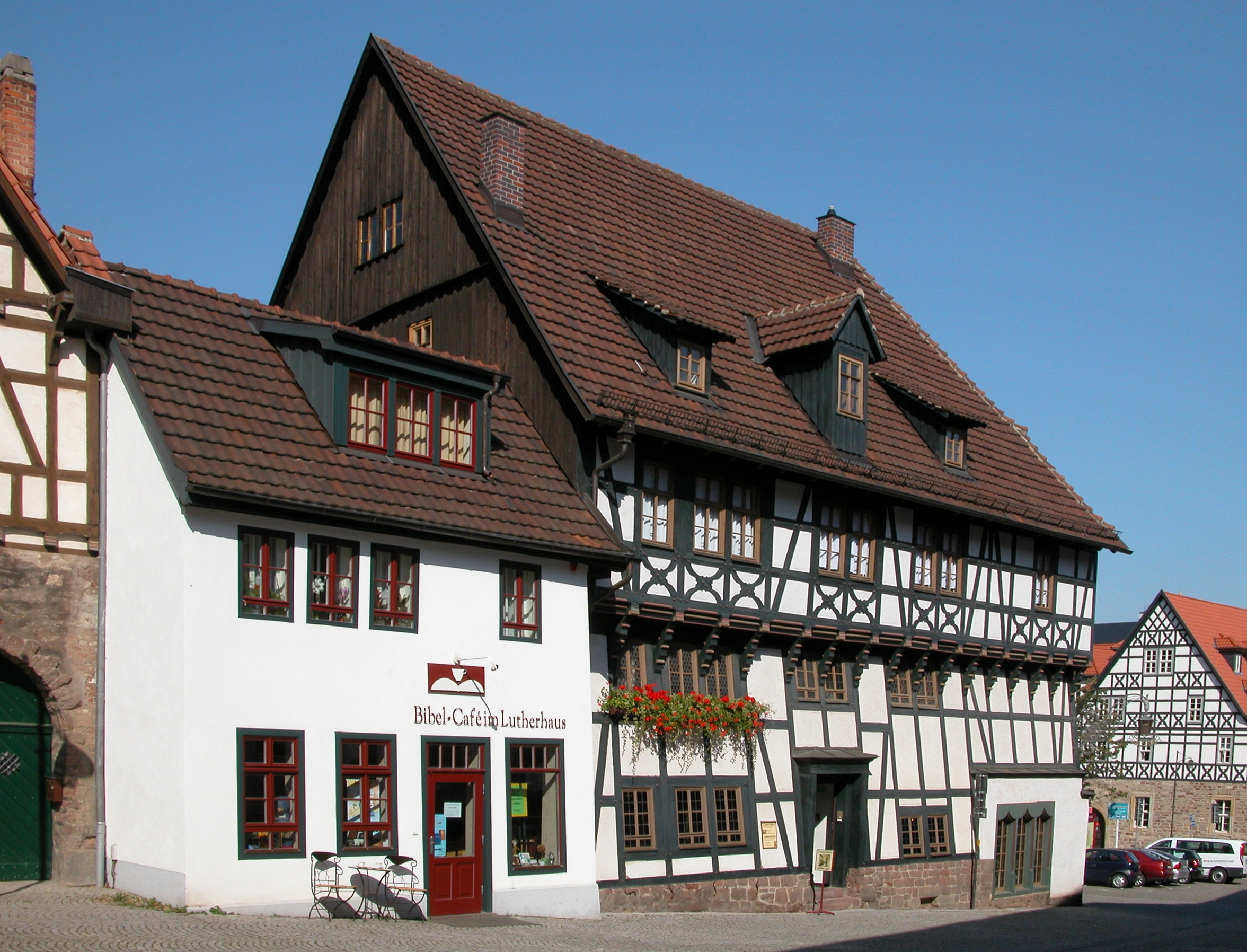
Wohnhaus der Familie Cotta in Eisenach. Heutiges Lutherhaus, 2006

Bonaventura Cotta (* Mailand oder Eisenach um 1370; † 1430 in Eisenach), gilt als der Begründer der mitteldeutschen Linie der Familie Cotta. In Eisenach besaß er das Bürgerrecht, war Kaiserlicher Rat und soll Besitzer der Güter Cottendorf, Schwarzburg-Rudolstadt und Cotta bei Dresden gewesen sein.

## Herkunft

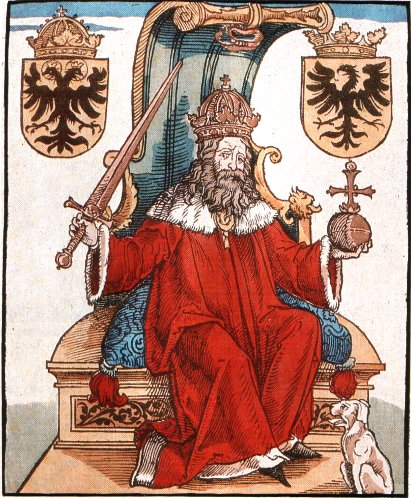
Kaiser Sigismund (Holzschnitt, 1536)

Der Eisenacher Gelehrte Christian Franz Paullini schreibt in seiner Dissertation von 1694 über die angeblich römische Abkunft der Cottas. Über Mailand, wo sie im Mittelalter als Adelige ansässig waren, seien sie dann in mitteldeutsche Gefilde gelangt. Bonaventura wurde Eisenacher Bürger und Ortsschulze in Cottendorf. Wegen ihrer Treue zum Kaiser und der Tapferkeit in den Kämpfen gegen damalige Reichsfeinde soll König Sigismund die Cottas in der Bartholomäusnacht des Jahres 1420 zu Prag mit einem Adelsbrief ausgestattet haben. Allerdings werden diese Aussagen bezweifelt. Es gibt mehrere Hinweise darauf, dass es sich bei dem Adelsbrief um eine Fälschung Paullinis und bei seiner Dissertation um eine Auftragsarbeit gehandelt hatte.

## Familienumfeld

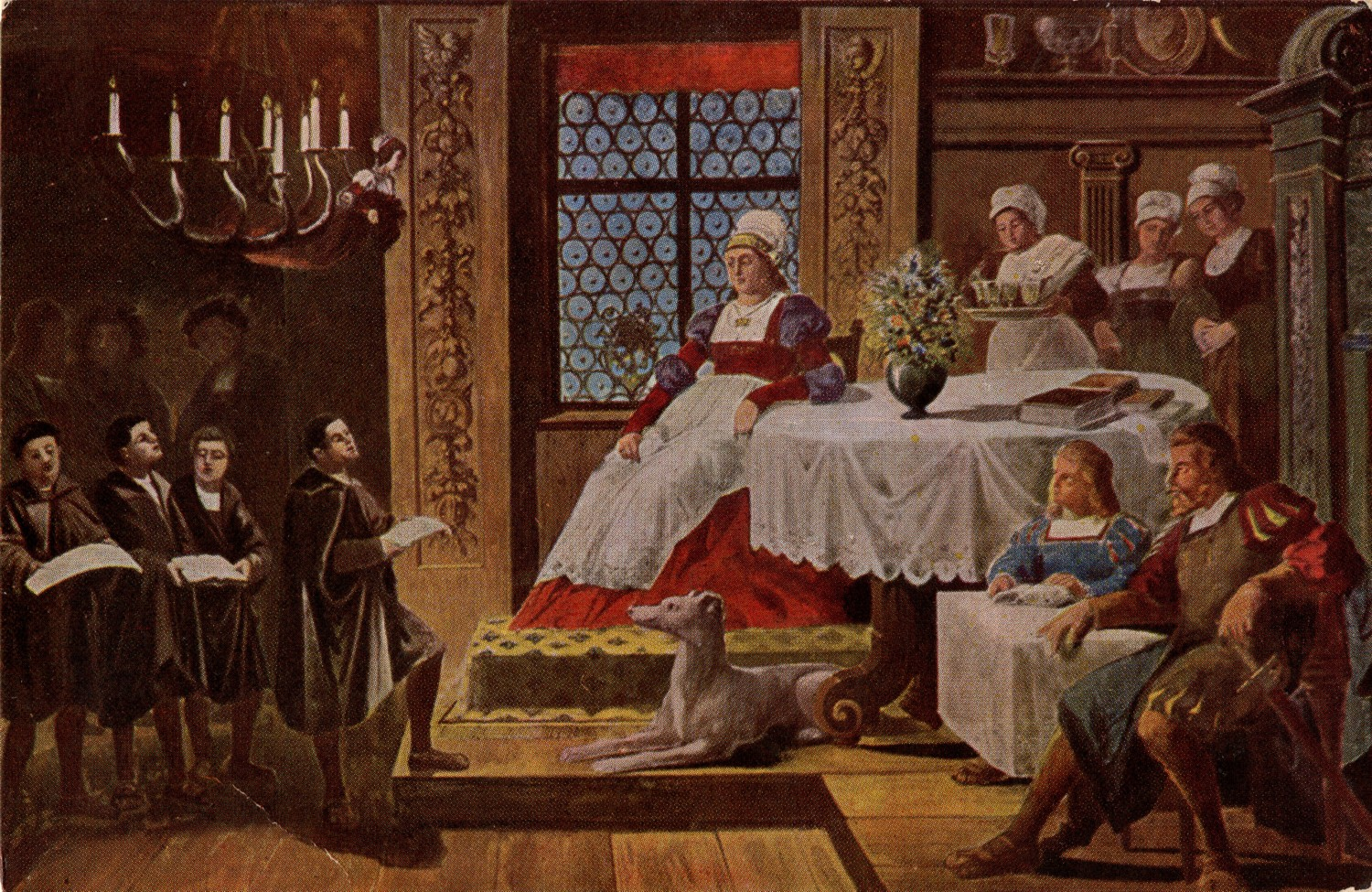
Luther als Kurrendeschüler vor Frau Cotta singend, Gemälde von Prof. Weiß

Bonaventuras Vater soll ein Burchard (* um 1340) gewesen sein, der laut Paullini ebenfalls aus Mailand stammte und in Eisenach das Bürgerrecht erwarb. Bonaventura heiratete in Eisenach um 1400. Er hatte die Kinder Kunz (* 1396), Heinrich (* 1400) und Hans. Ab dieser Zeit hielten sich die Cottas fest in Eisenach auf. Heinrich war mit einer Helene verehelicht und bekam den Sohn Conrad, der die berühmte Wohltäterin Martin Luthers, Ursula Schalbe ehelichte. Sie stammte aus einer angesehenen Familie mit Ratsherren und Bürgermeistern, und auch die danach kommenden Generationen folgten dieser Tradition. Ein Nachfahre der Eisenacher Cottas ist der deutsche Dichter Friedrich Gottlieb Klopstock (1724–1803).

## Heutige Forschung
Frühe Mutmaßungen gingen davon aus, dass die Eisenacher Cottas und die gleichnamige schwäbische Verlegerfamilie denselben Ursprung hatten. Neue Untersuchungen ergaben, dass die Tübinger Linie aus Sachsen stammt, während der Anteil der Eisenacher dabei noch nicht eindeutig geklärt ist. Eine weitläufige Verwandtschaft durch einen Nebenzweig oder gemeinsame Vorfahren ist sicherlich möglich, aber muss noch belegt werden. Der in der Dissertation von Paullini erwähnte Adelsbrief soll bei einem Brand in Ilmenau 1752 zerstört worden sein. Damit liegen die genauen Ursprünge der Cottas im Dunkeln. Von den genannten Gütern Cottendorf und Cotta bei Dresden weiß man, dass diese schon älter sind als die erst genannten Mitglieder der Familie. Eine weitere Variante mag sein, dass Cotta schlicht eine mitteldeutsche Herkunftsbezeichnung war.